# Народноослободилачка борба Бугарске
У Другом светском рату Бугарска се борила на страни Немачке и њених савезника. Окупирала је делове територија Грчке и Југославије, да би 1944. године отпочела преговоре о примирју с Великом Британијом и САД, а потом је у Бугарској организован устанак по водством Отаџбинског фронта и уз помоћ Црвене армије.

## Положај Бугарске у Другом светском рату
Бугарска је у време Другог светског рата међу немачким савезницима заузимала посебан положај. Током рата Бугарска се под великим притиском повлачила из рата, ограничавајући се само на то да на располагање стави своје војне базе. Бугарска је била и у ратном стању с Великом Британијом и САД, међутим, то је имало за последицу само ваздушно бомбародање Софије. Бугарска војска је искористила своје савезништво с Немачком како би окупирала територије које су се налазиле у оквиру Грчке и Југославије. У време Народноослободилачке борбе у Југославији, Бугарска је заједно с Немцима учествовала у борбама против НОВЈ.

## Припреме за устанак
По бугарском приступању Тројном пакту, немачке снаге ушле су у земљу током 1. и 2. марта 1941. године. Четири дана касније, Георги Димитров позвао је бугарски народ на устанак против Немаца, међутим отпора уопште није било пре инвазије Немачке на СССР 22. јуна. Прва партизанска чета у Бугарској формирана је 26. јуна 1941. године код Разлога. Прва партизанске снаге углавном су дејствовале на подручју планина Пирин, Родопи и Средна гора. Јачање бугарског партизанског покрета опточело је интензивније тек након немачког пораза у бици за Москву, односно пропашћу мита о немачкој непобедивој стратегији блицкрига.
Априла 1943, сви дотадашње бугарске партизанске јединице организоване су у Народноослободилачку устаничку армију (НОВА). У септембру 1943. године оформљени су комитети Отаџбинског фронта, у коме су се налазиле: Бугарска радничка партија (комуниста), група Звено, Бугарски земљораднички савез и Социјалдемократска партија. Комунистичка партија се залагала за ширење антифашиситчког фронта и партизанског покрета, док је група Звено имала важан утицај у бугарској армији. Године 1944. партизански покрет у Бугарској је бројао око 10.000 људи.
У лето 1944. године регент Богдан Филов је наредио премијеру Бугарске да отпочне преговоре о миру с Великом Британијом и САД. Мир није постигнут јер су Бугари превише захтевали, истичујћи своја „историјска права“ у Грчкој и Југославији. Ни СССР није хтео да прихвати бугарску неутралност.
У време напредовања Црвене армије кроз Румунију, дошло је до убрзавања дипломатске активности Бугарске, па је 26. августа влада изјавила да је Бугарска неутрална земља и затражила да Немци повуку своје трупе из Бугарске, иначе ће их Бугарска разоружати, као и обећала повлачења трупа из Југославије и Грчке. Међутим, бугарска влада је одуговлачила извршавање те мере, па је СССР 30. августа изјавио да Бугарска нарушава своју независност. Премијер Иван Багрјанов је због тога поднео оставку.
За бугарске комунисте је концентрисање трупа Црвене армије уз румунско-бугарску границу значило да се активирају. ЦК БРП(к) позвао је 26. августа чланство да почну с дизањем устанка, а 1. септембра и на штрајк и политичке демонстрације, међутим до 6. септембра нико се није одазвао.
Регент Богдан Филов основао је 2. септембра нову владу, на челу с Константином Муравјевим. Он је 4. септембра изложио свој програм спољне политике који је био сличан Баргјановљевом. СССР је 5. септембра објавио рат Бугарској, а Муравјев је одмах затражио примирје тврдећи да је влада одлучила да објави рат Немачкој.
Петог септембра је штаб партизанске армије и ЦК Комунистичке партије израдио план да преузму власт у Софији у ноћи између 8. и 9. септембра. Шестог и седмог у бугарском су главном граду и другим градовима одржане манифестације за Отечаствени фронт. Премда нису имале масовни карактер, ипак је у сукобу с полицијом пало неколико људи. Од 7. септембра су се партизанске јединице почеле спуштати с планина и у неколико су села увеле власт Отечаственог фронта.

## Устанак и ослобођење
Осмог септембра су претходнице маршала Толбухина из Трећег украјинског фронта прешле преко румунско-бугарске границе. Бугарска влада је објавила рат Немачкој и наредила да се не пружа отпор Црвеној армији. Тога дана Бугарска је била у јединственој ситуацији: била је у ратном стању и с Немачком, и са савезницима. Ноћу између 8. и 9. септембра устаници су узели власт у Софији. Партизани и пребегле јединице бугарске армије опколили су владине зграде. Муравјевљева влада је ухапшена, а у 6 сати Кимон Георгиев, председник владе Отаџбинског фронта, је објавио преокрет.
Маршал Толбухин је 9. септембра, у складу с телеграмом који је примио од врховне команде, наредио да се напредовање заустави на линији Русе-Бургас и да се у 22 сата акције прекину, јер је Муравјевљева влада објавила рат Немачкој. Од 9. септембра комитети Отаџбинског фронта узели су власт у руке у целој земљи. У близини Софији и Пловдива, Старе Загоре и неких других градова војска продужила је отпор новој власти. Јединице Црвене армије 16. септембра победоносно су ушле у Софију, а сутрадан је премијер Георгијев објавио програм нове владе. Већ дан касније команда нове бугарске армије подређена је штабу Трећег украјниског фронта. Преговори о миру текли су крајње споро, јер је влада Георгиева правила тешкоће око Македоније и Тракије и тек је након ултиматума од 11. октобра повукла последње трупе с тих подручја.
У Москви је 28. октобра потписан уговор о примирју. Требало је да Бугарска стави на располагање савезницима одређен број трупа за борбу против Немачке, а да Југославији и Грчкој плати ратну штету у висини која ће се одредити накнадно.
У Бугарској је именована савезничка контролна комисија за надзор одредби примирја. Њоме је руководио совјетски генерал Сергеј Бирјузов, дотадашњи начелник штаба Трећег украјинског фронта.